# 외부은하천문학

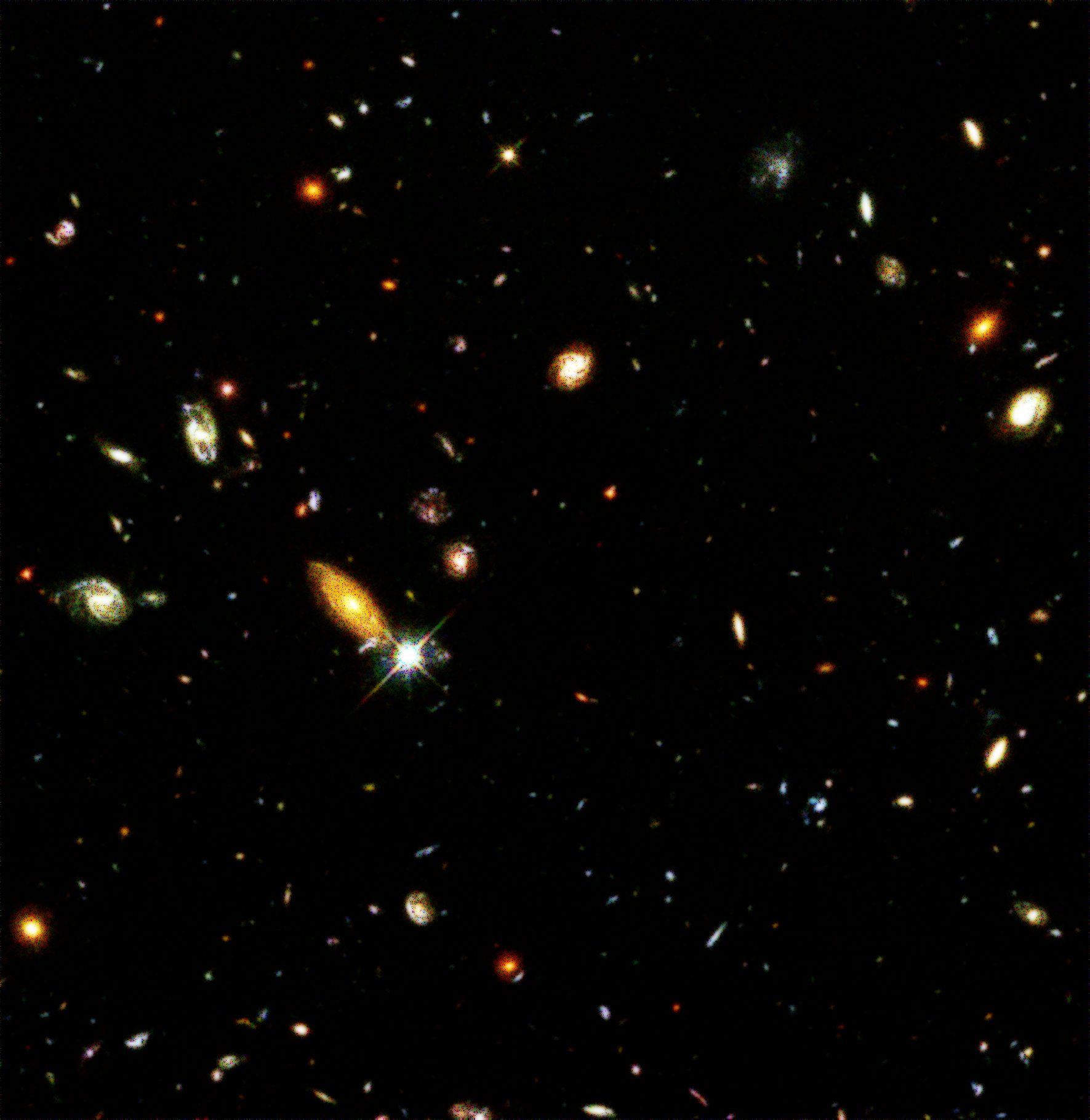

외부은하천문학(外部銀河天文學, extragalactic astronomy)은 우리은하 바깥 저 너머에 존재하는 천체들을 다루는 천문학의 분과이다. 이 분과에서 다루는 주제로는
- 은하군
- 은하단
- 초은하단
- 활동은하핵
- 은하 필라멘트

등이 있다.

## 같이 보기
- 안드로메다 은하와 우리 은하의 충돌
- 은하 색등급도
- 은하의 형성 및 진화
- 관측 우주론